# سرایا خراسانی
سرایا خراسانی (عربی: سرایا طلیعة الخراسانی) یا به عبارتی گروهان‌های خراسانی یکی از گروه‌های شبه نظامی شیعه در عراق می‌باشد که توسط حمید تقوی از نیروی قدس سپاه پاسداران ایران بعد از حمله داعش و تصرف استان‌های موصل و صلاح الدین عراق با هدف جنگ با داعش تشکیل شد. این افراد از مرجعیت علی خامنه‌ای پیروی می‌کنند.

## تاریخچه
سرایا الخراسانی بعد از شروع درگیری‌های سوریه توسط نیروی قدس از شبه نظامیان عراقی تشکیل شد و به سوریه منتقل شد. این گروه به عنوان شاخه نظامی حزب الطلیعه اسلامی با عنوان دفاع از مقدسات در سوریه شناخته می‌شد و در سوریه نیز به به صورت کامل در یگان‌های سپاه پاسداران ادغام شده و می‌جنگیدند. نام خراسانی این گروه بر گرفته از روایات ظهور امام دوازدهم شیعه است و رزمندگان این گروه خواستار این هستند که جزو سپاهیان آن بوده و مقدمات ظهور امام دوازدهم را فراهم نمایند.
بعد از اشغال استان‌های موصل و صلاح الدین توسط داعش نیروهای سرایای خراسانی از سوریه و ایران به عراق بازگشتند در ابتدا حمید تقوی از اعضای سپاه قدس ایران که از مؤسسان اصلی این گروه بود، آن‌ها را سازماندهی کرده و نام سرایا خراسانی را برگزید و دو ماه بعد از تشکیل توسط سپاه قدس این گروه توانست وارد حشد الشعبی عراق شده و وارد جنگ با داعش شد. حمید تقوی در سامرا در درگیری کشته شد.
یکی از مهم‌ترین ویژگی‌های این گروه آرم آن می‌باشد که آن را با سایر گروه‌ها متمایز می‌کند، این گروه آرم خود را همانند آرم سپاه پاسداران ایران انتخاب کرده‌است، که علت اصلی آن نیز این است که مؤسس این گروه یکی از اعضای با سابقه سپاه پاسداران ایران، حمید تقوی، بود.

## فرماندهان
- فرمانده این گروه بعد از کشته شدن حمید تقوی، سید علی یاسری می‌باشد.
- حامد الجزایری نیز به عنوان معاون فرمانده‌است.
- جواد حسناوی فرمانده یگان نیروهای ویژه بود که در منطقه بلد اخیراً کشته شده‌است.
- حسن اخلاقی از رابطان این نیرو با سپاه پاسداران انقلاب اسلامی است.[۱]

## سازماندهی
رزمندگان گروه سرایا خراسانی از شیعیان جنوب و مرکز عراق می‌باشند. این گروه از ۴ یگان تشکیل شده‌است و در مجموع ۳۰۰۰ نفر را شامل می‌شود.

## اهداف نظامی
- جلوگیری از ورود داعش به سامرا و حرمین شریفین امامان معصوم
- جلوگیری از تسخیر و تخریب مناطق مذهبی عراق مانند نجف و کربلا و … بدست داعش
- محافظت از بغداد
- مبارزه با داعش و پاکسازی آن از عراق[۴]

## تسلیحات نظامی
تسلیحات نظامی این گروه عبارت از سلاح‌های موجود در عراق و همچنین سلاح‌های ایرانی می‌باشد که شامل 74s، دراگونوف، RPG10
M16 و RPG است. علاوه بر این‌ها سرایا خراسانی سلاح‌های پیشرفته ایرانی مانند Arash نیز در اختیار دارند. خودروهای آن‌ها شامل میتسوبیشی و هوندا می‌باشد.
این گروه به دلیل وابستگی مستقیم به نیروی قدس سپاه پاسداران ایران، بسرعت از سایر گروه‌های عراقی پیشی گرفته و از لحاظ نظامی و لجستیکی به خوبی پشتیبانی می‌شود.

## منطقه عمل
منطقه اصلی عمل این گروه استان دیاله عراق می‌باشد که مرز طولانی با ایران دارد.